# Stopplaats Herxen
Stopplaats Herxen (geografische afkorting Hx) is een voormalige halte aan de Staatslijn A. De stopplaats Herxen lag tussen het huidige station Wijhe en Zwolle.
De stopplaats was geopend van 1891 tot 3 juni 1918.